# Casiopea
Casiopea (яп. カシオペア) — японская джаз-фьюжн группа, основанная в 1976 году гитаристом Иссэй Норо, басистом Тэцуо Сакураи, барабанщиком Тору Судзуки и клавишником Хидехико Коикэ. В 1977 году клавишник Минору Мукаия и барабанщик Такаси Сасаки заменили Коикэ и Судзуки соответственно. В таком составе в 1979 году был записан одноимённый дебютный альбом, на котором выступили также американские джаз-музыканты Рэнди Брекер, Майкл Брекер и Дэвид Сэнборн. В 1980 году к группе присоединился барабанщик Акира Дзимбо. Дискография группы насчитывает более 40 альбомов.
В 1989 году после непродолжительного хаоса в составе группы осталось только два оригинальных участника: Минору и Иссэй. В группу пришли басист Ёсихиро Нарусэ и барабанщик Масааки Хияма. Группа стала известна как Casiopea 2nd (второе поколение Casiopea). После шестилетнего перерыва, в 2012 году была сформирована Casiopea 3rd (третье поколение Casiopea), с клавишницей Киёми Отака и старыми участниками Иссэй Норо, Ёсихиро Нарусэ и Акира Дзимбо. После ухода Дзимбо в июле 2022 года, новым барабанщиком группы стал Ёсинори Имаи и группа была переименована в Casiopea-P4.

## История

### Первое поколение (1976—1989)
Группа образовалась в 1976 году. Первоначальными участниками были Иссэй Норо, Тэцуо Сакураи, Хидехико Коикэ и Тору Судзуки. Casiopea выступили в 1976 году на любительском музыкальном соревновании EastWest '76. Иссэй получил выиграл в номинации «Лучший гитарист». Коикэ и Судзуки покинули группу из-за занятости в других проектах (Судзуки присоединился к группе Prism). В 1977 году Такаси Сасаки заменил Судзуки на ударных, а Минору Мукаия заменил Коикэ на клавишных. В таком составе группа выступила на EastWest '77. 
Группа подписала контракт с лейблом Alfa Records и выпустила дебютный альбом Casiopea в мае 1979 года. На духовых инструментах на записи альбома участвовали братья Рэнди и Майкл Брекер, а также Дэвид Сэнборн. В том же году группа выпустила альбом Super Flight. 
После окончания тура в поддержку Super Flight в январе 1980 года Сасаки покинул группу. Новым барабанщиком стал Акира Дзимбо. Пятый студийный альбом, Cross Point, был выпущен в 1981 году, вместе с первой из десяти разных версий песни Galactic Funk. Шестой альбом, 4x4, был записан вместе с музыкантами Ли Ритенауэром, Харви Мейсоном, Нейтаном Истом и Доном Грусином. 
В 1983 году группа выступила с концертом в Великобритании. В 1987 году Casiopea подписали контракт с лейблом Polydor.
В 1989 году из группы ушли Тэцуо и Акира и образовали в 1990 году дуэт Jimsaku.

### Второе поколение (1989—2006)
Поскольку из оригинального состава остались только Иссэй Норо и Минору Мукаия, новый состав группы, вместе с басистом Ёсихиро Нарусэ и барабанщиом Масааки Хияма, стал известен как «Второе поколение Casiopea». Первым альбомом в таком составе стал тринадцатый студийный альбом группы The Party выпущенный под лейблом Pioneer. 
В августе 1992 года Масааки покинул группу и его заменил Нориаки Кумагаи. В 1997 году Акира Дзимбо вернулся в группу.

### Перерыв (2006—2012)
В 2006 году лидер группы Иссэй Норо принял решение заморозить всю деятельность группы. В 2008 году он основал группу Inspirits.

### Третье поколение (2012—2022)
В 2012 было объявлено о возобновлении деятельности группы с заменой клавишника Минору на Киёми Отака. 
Группы Норо Casiopea и Inspirits провели совместный концерт и в 2018 году был выпущен концертный альбом.
В феврале 2022 стало известно, что из группы уйдёт барабанщик Акира Дзимбо. 

### Четвёртое поколение (от 2022)
В июле 2022 стало известно, что новым барабанщиком группы станет Ёсинори Имаи. После ребрендинга группа будет называться Casiopea-P4. На 2024 год, в новом составе было выпущено два альбома.

## Участники группы
- Иссэй Норо — лидер, гитарист (1976—2006, 2012—н. в.)
- Киёми Отака[яп.] — клавишные (2012—н. в.)
- Ёсихиро Нарусэ[яп.] — бас-гитара (1990—2006, 2012—н. в.)
- Ёсинори Имаи — ударные (2022—н. в.)

## Дискография

### Студийные альбомы

#### Первое поколение
- 1979: Casiopea[англ.]
- 1979: Super Flight[англ.]
- 1980: Make Up City[англ.]
- 1981: Eyes of the Mind[англ.]
- 1981: Cross Point[англ.]
- 1982: 4x4[англ.]
- 1983: Photographs[англ.]
- 1983: Jive Jive[англ.]
- 1984: Down Upbeat[англ.]
- 1985: Halle[англ.]
- 1986: Sun Sun[англ.]
- 1987: Platinum[англ.]
- 1988: Euphony[англ.]

#### Второе поколение
- 1990: The Party[англ.]*
- 1991: Full Colors[англ.]
- 1992: Active[англ.]
- 1993: Dramatic[англ.]
- 1994: Answers[англ.]
- 1994: Asian Dreamer[англ.] (компиляция прежде выпущенных треков в новой авторизованной обработке)
- 1995: Freshness
- 1996: Flowers
- 1997: Light and Shadows[англ.]
- 1998: Be[англ.]
- 1999: Material[англ.]
- 2000: Bitter Sweet[англ.]
- 2001: Main Gate
- 2002: Inspire
- 2003: Places
- 2004: Marble
- 2005: Signal

#### Третье поколение
- 2013: Ta·Ma·Te·Box
- 2015: A·So·Bo
- 2016: I·Bu·Ki
- 2018: A·ka·ri
- 2019: Panspermia

#### Четвёртое поколение
- 2022: New Topics
- 2024: Right Now

### Концертные альбомы
- 1980: Thunder Live[англ.]
- 1982: Mint Jams[англ.]
- 1985: Casiopea Live[англ.]
- 1987: Casiopea Perfect Live II[англ.]
- 1988: Casiopea World Live '88[англ.]
- 1992: We Want More
- 1994: Made in Melbourne
- 1994: Live Anthology Fine
- 1995: Work Out
- 1995: Live Anthology Fine 2
- 2000: 20th[англ.]
- 2004: Casiopea vs. The Square Live
- 2005: Gig25
- 2006: Groove & Passion
- 2012: Recorded Live and Best – Early Alfa Years
- 2013: Live Liftoff 2012
- 2014: TA・MA・TE・BOX TOUR – CASIOPEA 35th Anniversary LIVE CD
- 2016: A・SO・N・DA − LIVE CD
- 2018: 4010 Live CD
- 2020: Celebrate 40th LIVE CD
- 2023: NEW BEGINNING LIVE CD

## Внешние ссылки
- casiopea.co.jp (яп.) — официальный сайт Casiopea